# Îles Digges
Les îles Digges (en inuktitut : Saaqqayaaq-Qikirtasiit) sont deux îles canadiennes situées à la jonction de la baie d'Hudson et du détroit d'Hudson. Bien qu'elles ne soient distantes que de quelques kilomètres du littoral du Québec (péninsule d'Ungava), elles sont administrativement rattachées au territoire du Nunavut.

## Toponymie
Les îles ont été nommées ainsi par l'explorateur Henry Hudson en l'honneur de Dudley Digges. Le passage au sud des îles porte également le toponyme de « Digges ».

## Géographie
Les deux îles Digges (nommées Est et Ouest) sont séparées par un détroit large de moins d'un kilomètre. Leurs falaises escarpées constituent un lieu de nidification pour le guillemot de Brünnich.
Les îles sont détachées de la péninsule d'Ungava par la passe Digges. L'île Est est à une distance d'environ 7 kilomètres de la côte et plus du double pour l'île Ouest.

## Histoire
En 1610, durant la dernière expédition d'Henry Hudson en Arctique, les îles Digges furent le site de la première rencontre entre Européens et Inuits du Nunavik. En 1611, quatre des compagnons d'Hudson sont tués par des Inuits. L'année suivante, c'est au tour de Thomas Button d'y prendre cinq hommes. La région est de nouveau explorée en 1619, cette fois-ci par le Danois Jens Munk.
George Francis Lyon y passe en août 1824.